# Zanthoxylum gilletii
Zanthoxylum gilletii es una especie del África Oriental,  de árbol del género Zanthoxylum. Los frutos se utilizan para producir la especia uzazi 

## Descripción
Es un árbol semi-perennifolio que alcanza unb tamaño de  10-35 m de altura; con tronco recto, sin ramas en varios metros, de 10-30-150 cm de diámetro en la base, con espinas corchosas rectas de 1-3 cm de largo (también en las ramas); los tallos espinosos especialmente cuando es joven; corona abierta parecido a un Entandrophragma.

## Ecología
Se encuentra en el bosque húmedo (de hoja perenne) de los bosques tropicales, fluviales y bosques de galería; en el bosque con Terminalia; en las tierras altas de la selva tropical con Albizia, Macaranga, Croton, Ocotea¡¡; en la regeneración de los bosques, en las viejas tierras de cultivo, cerca de las plantaciones forestales; en la sabana arbolada.

## Propiedades
El alcaloide nitidina puede ser aislado de la planta.
La amida N-(4-hydroxyphenethyl)octacosanamida, N-(4-hydroxyphenethyl)hexacosanamida, N-(4-hydroxyphenethyl)decanamida, N-vanilloyltyramina y N-[O-docosanoylvanilloyl]tyramina puede ser aislado de la corteza del tallo. El lignano sesamina, el N-isobutylamida γ-sanshool, la acridona también puede ser extraída de la corteza 1-hydroxy-3-methoxy-N-methylacridone, arborinine, xanthoxoline and 1-hydroxy-3-methoxyacridone acridona también ser extraído de la corteza así como los alcaloides oblongina, tembetarina y magnoflorina y el flavonoide hesperidin.

## Taxonomía
Zanthoxylum gilletii fue descrita por (De Wild.) P.G.Waterman y publicado en Taxon 24: 363. 1975.
Sinonimia
- Fagara amaniensis Engl.
- Fagara discolor Engl.
- Fagara gilletii De Wild.
- Fagara inaequalis Engl.
- Fagara iturensis Engl.
- Fagara kivuensis Lebrun ex Gilbert
- Fagara macrophylla (Oliv.) Engl.
- Fagara melanorhachis Hoyle
- Fagara obliquefoliolata Engl.
- Fagara rigidifolia Engl.
- Fagara tessmannii Engl.
- Zanthoxylum melanorhachis (Hoyle) Little
- Zanthoxylum tessmannii (Engl.) Ayafor[7]